# Joey Dorsey
Pour les articles homonymes, voir Dorsey.
Richard Elmer « Joey » Dorsey, né le 16 décembre 1983 à Baltimore, aux États-Unis, est un joueur américain de basket-ball. Il évolue aux postes d'ailier fort et de pivot.

## Carrière

### NBA
Joey Dorsey est choisi en 33e position du draft NBA par les Trailblazers de Portland en 2008. Après le draft, ses droits sont échangés avec les Rockets de Houston contre ceux de Nicolas Batum (25e du draft).
En février 2010, Dorsey arrive chez les Kings de Sacramento. En avril 2010, il signe avec les Raptors de Toronto.

### Europe
En septembre 2011, Joey Dorsey est recruté par le club espagnol de Saski Baskonia. Il reste une saison en Espagne avant de partir chez l'Olympiakos du Pirée, club avec lequel il remporte l'Euroligue en 2012. Il rejoint ensuite le club turc de Royal Hali Ganziantep.
En juillet 2013, il rejoint le FC Barcelone. Il remporte le championnat d'Espagne en juin 2014.

### Retour en NBA
Le 15 juillet 2014, Dorsey signe pour deux ans avec les Rockets de Houston.
Son faible pourcentage aux lancers francs en fait une cible privilégiée de la stratégie du hack-a-player.
Le 19 juillet 2015, il est transféré aux Nuggets de Denver avec Kóstas Papanikoláou, Pablo Prigioni, Nick Johnson et un premier tour de draft 2016 contre Ty Lawson et un second tour de draft 2017.

### Retour en Europe
En août 2015, Dorsey signe au Galatasaray, club de première division turque. Son ancien club, le FC Barcelone fait appel à Dorsey pour pallier la blessure de l'intérieur Shane Lawal. Dorsey signe un contrat jusqu'à la fin de la saison. Il prolonge son contrat avec le Barça jusqu'en 2018.
En janvier 2017, le Barça souhaite licencier Dorsey en raison de résultats médiocres. Toutefois la raison officielle du licenciement est une sanction disciplinaire due à une critique du joueur sur Instagram contre les médecins du FC Barcelone.

## Records sur une rencontre en NBA
Les records personnels de Joey Dorsey, officiellement recensés par la NBA sont les suivants :
| Type de statistique        | Saison régulière | Saison régulière                            | Saison régulière                  | Playoffs | Playoffs                                        | Playoffs                  |
| Type de statistique        | Record           | Adversaire                                  | Date                              | Record   | Adversaire                                      | Date                      |
| -------------------------- | ---------------- | ------------------------------------------- | --------------------------------- | -------- | ----------------------------------------------- | ------------------------- |
| Points                     | 13               | Celtics de Boston                           | 2 janvier 2011                    | 1        | @ Clippers de Los Angeles                       | 10 mai 2015               |
| Paniers marqués            | 5                | 3 fois                                      |                                   |          |                                                 |                           |
| Paniers tentés             | 12               | @ Bucks de Milwaukee                        | 11 avril 2011                     | 1        | @ Clippers de Los Angeles                       | 8 mai 2015 10 mai 2015    |
| Paniers à 3 points réussis |                  |                                             |                                   |          |                                                 |                           |
| Paniers à 3 points tentés  | 1                | Kings de Sacramento                         | 1er avril 2015                    |          |                                                 |                           |
| Lancers francs réussis     | 4                | @ Bucks de Milwaukee                        | 11 avril 2011                     | 1        | @ Clippers de Los Angeles                       | 10 mai 2015               |
| Lancers francs tentés      | 8                | Celtics de Boston @ Thunder d'Oklahoma City | 2 janvier 2011 5 avril 2015       | 2        | @ Clippers de Los Angeles                       | 10 mai 2015               |
| Rebonds offensifs          | 10               | @ Bucks de Milwaukee                        | 11 avril 2011                     | 1        | @ Clippers de Los Angeles                       | 8 mai 2015                |
| Rebonds défensifs          | 10               | @ Bucks de Milwaukee                        | 11 avril 2011                     | 2        | @ Clippers de Los Angeles                       | 10 mai 2015               |
| Rebonds totaux             | 20               | @ Bucks de Milwaukee                        | 11 avril 2011                     | 2        | @ Clippers de Los Angeles                       | 8 mai 2015 10 mai 2015    |
| Passes décisives           | 3                | @ Grizzlies de Memphis                      | 27 décembre 2010                  | 1        | @ Mavericks de Dallas @ Clippers de Los Angeles | 26 avril 2015 10 mai 2015 |
| Interceptions              | 5                | @ Kings de Sacramento                       | 11 décembre 2014 5 avril 2015     |          |                                                 |                           |
| Contres                    | 3                | 3 fois                                      |                                   |          |                                                 |                           |
| Balles perdues             | 4                | @ Mavericks de Dallas @ Rockets de Houston  | 28 décembre 2010 31 décembre 2010 | 1        | @ Clippers de Los Angeles                       | 8 mai 2015                |
| Minutes jouées             | 37               | Celtics de Boston                           | 2 janvier 2011                    | 6        | @ Clippers de Los Angeles                       | 10 mai 2015               |

- Double-double : 4 (au terme de la saison 2014-2015)
- Triple-double : aucun.

## Palmarès

### En club
- Championnat d'Espagne : 2014
- Vainqueur de l'Euroligue 2011-2012

### Distinctions personnelles
- Meilleur défenseur du championnat grec (2012)
- TBL All-Star Game MVP (2013)